# Raorchestes johnceei
Raorchestes johnceei es una especie de anfibio anuro de la familia Rhacophoridae.

## Distribución geográfica
Esta especie es endémica de Kerala en la India. Se encuentra a unos 600 m sobre el nivel del mar en el distrito de Thiruvananthapuram en Ghats occidentales.

## Descripción
El holotipo de Raorchestes johnceei, de un macho adulto, mide 34 mm. Su parte posterior tiene dos franjas de color amarillo anaranjado separadas por una franja negra que se extiende desde la parte posterior de los ojos hasta el ano. Su lado ventral es blanco con manchas marrones.

## Etimología
El nombre de la especie, johnceei, se le dio en honor a John C. Jacob (popularmente llamado John Cee).

## Publicación original
- Zachariah, Dinesh, Kunhikrishnan, Das, Raju, Radhakrishnan, Palot &, Kalesh, 2011: Nine new species of frogs of the genus Raorchestes (Amphibia: Anura: Rhacophoridae) from southern Western Ghats, India. Biosystematica, vol. 5, p. 25-48[4]